# شکمچه حنجره
شکمچهٔ حنجره (به انگلیسی: Ventricle of the larynx) که سینوس حنجره‌ای یا سینوس مورگانی نیز نامیده می‌شود، یک حفرهٔ دوکی‌شکل (به انگلیسی: Fusiform fossa) است که بین چین‌های شکمچه‌ای و صوتی در هر طرف حنجره قرار گرفته و تقریباً در تمام طول خود گسترش می‌یابند. یک سینوس مورگانی نیز در حلق وجود دارد.

این حفره در بالا به لبهٔ هلالی‌شکل و آزاد چین ونتریکولار، در پایین به لبهٔ مستقیم چین صوتی و در خارج به غشاء مخاطی که ماهیچه سپری‌کوزه‌ای (عضلهٔ تیروآریتنوئید) متناظر را می‌پوشاند، محدود می‌شود.

بخش قدامی لارینژئال ونتریکل به دهانهٔ باریکی منتهی می‌شود که به ساک کیسه‌مانندی از غشاء مخاطی می‌رسد که آویزهٔ شکمچهٔ حنجره نام دارد.